# Anna Paulownapolder

Wappen des Anna Paulownapolders

Der Anna Paulownapolder ist ein Polder in der Gemeinde Hollands Kroon in der Provinz Nordholland. Der Polder hat  eine Größe von 5000 Hektar und bildet ein wichtiges Gartenbaugebiet u. a. für den Blumenzwiebelanbau.
Der Polder wurde nach Königin Anna Pawlowna (in den Niederlanden Anna Paulowna), der Gemahlin von König Willem II, benannt.

## Geschichte
Das Gebiet, in dem der Anna Paulownapolder liegt, wurde vom 7. Jhd. bis zum 12. Jhd. landwirtschaftlich genutzt. Es folgte danach aber eine lange Periode von Überschwemmungen, wodurch der Landstrich verlassen wurde.
Nachdem durch Einpoldern des Überschwemmungsgebietes um den späteren Ort Zijpe neues Land gewonnen wurde, wurden nach und nach auch andere   Gebiete im sogenannten Kop van Noord-Holland eingepoldert. Als Letztes wird 1846 der Anna Paulownapolder trockengelegt. Für die hierzu gegründete private Maatschappij tot Droogmaking van de Anna Paulownapolder (dt.: Gesellschaft zur Trockenlegung ...) war es jedoch kein wirtschaftlicher Erfolg, da der Boden im Polder sich als kaum verkäuflich erwies. Um es als Ackerland nutzen zu können, mussten so noch viele Jahre vergehen, bis das Meersalz aus dem Boden ausgewaschen war. 1848 erklärte das Unternehmen seine Insolvenz.
So wie das Gebiet um den neuen Polder Teil des späteren Ortes Zijpe war, so war auch der Polder seit 1870 offiziell Teil der Gemeinde bis zu ihrer Eingemeindung nach Schagen und wurde mit dem Namen Anna Paulowna, zu Ehren ihrer Regentschaft 1840 bis 1849, bedacht.
Auch die westlich benachbarte Ortschaft Anna Paulowna mit etwa 8.500 Einwohnern trägt diesen Namen (gehört heute zu Hollands Kroon).